# 立野信之
立野 信之（たての のぶゆき、1903年10月17日 -1971年10月25日）は日本の小説家。
千葉県市原郡五井町（現・市原市五井地区）生まれ。旧制関東中学校中退。

## 略歴
4歳で母と生別し、12歳で父を失い、祖父母に養育される。中学時代に短歌を始め、窪田空穂らの「國民文学」に投稿。1921年に山田清三郎・松本昌夫・奧貫信盈・元吉利義らとともに短歌同人雜誌「曠野」を発刊。1922年に親戚の伊藤恣・山田清三郎らとともにプロレタリア文学雑誌『新興文学』を発刊し、同誌に評論「階級の文学」を發表。20歳で市原郡五井町役場に就職するも、2年後に佐倉步兵連隊に入営。除隊後の1925年頃より雑誌『文芸戦線』にエッセイや評論、詩を寄稿。
1928年、軍隊経験を元に書いた「標的になった彼奴」を雑誌『前衛』に発表し、小説家としてデビューする。同年、山田清三郎らによって雑誌『戦旗』が発刊されると編集委員（のち編集長）となり、小説「軍隊病」「泥濘」「豪雨」などを発表。また、プロレタリア文化団体「ナップ」の書記長もつとめた。
反戦的な作品を発表していたが、1930年、治安維持法違反で検挙、翌年獄中で転向を表明した。1932年に懲役2年・執行猶予5年の判決を受ける。執行猶予期間中の1934年に『中央公論』に発表した小説「友情」は、転向文学の佳作として評価されている。1935年に自伝的長編小説『流れ』を雑誌『文学評論』に連載。
終戦後は現代史に取材した作品を多く書き、1952年に代表作となる二・二六事件を題材にしたノンフィクション小説「叛乱」を発表。1953年に同作品で第28回直木賞を受賞。文壇活動としては日本ペンクラブの運営に深く関わり、幹事長、副会長などを歴任している。1962年に回想集「青春物語-その時代と閣占領」を刊行。なお、生母とは後年再会したが、1947年に死別している。
代表作である「叛乱」は1953年に新国劇が舞台化し、1954年には新東宝が映画化、1964年には東映が「銃殺」のタイトルで映画化した。また、1956年出版の「明治大帝」が1962年に舞台化されている。

## 受賞歴
- 1953年、「叛乱」で第28回直木賞受賞。

## 著書
- 『軍隊病 兵士と農民に関する短篇集』戦旗社(日本プロレタリア作家叢書)1929
- 『情報』新鋭文学叢書　改造社 1930  のちゆまに書房から復刊
- 『新芸術論システム プロレタリア文学論』小林多喜二共著 天人社、1931　のちゆまに書房から復刊
- 『流れ』ナウカ社 1936
- 『流れ・現代長篇小説全集 第14巻 立野信之集』三笠書房 1937
- 『後方の土』改造社 1939
- 『時局読本 第2輯』佐野豊太郎 1939
- 『望楼』中央公論社(新作長篇叢書)1940
- 『黄土地帯』高山書院 1941
- 『爆竹』文林堂双魚房 1941
- 『菊薫る』青磁社 1942
- 『肉親の倫理』昭森社 1942
- 『連翹』桃蹊書房 1942
- 『明日の花』昭和出版社 1943
- 『北京の嵐 義和団変乱記』博文館 1944
- 『小説旅順 百五十五日間の死闘と一兵卒の生涯』金星堂 1944
- 『鴎』世界社 1947 (文芸叢書)
- 『いのちの構図』実業之日本社 1948
- 『公爵近衛文麿』大日本雄弁会講談社 1950
- 『太陽はまた昇る 公爵近衛文麿』六興出版社 1951
- 『叛乱』六興出版社 1952 のち角川文庫、春陽文庫、学研M文庫
- 『醒めて見る夢』白灯社 1953
- 『落陽』六興出版部 1954 のち春陽文庫
- 『黒い花』新潮社 1955 (小説文庫)  のちぺりかん社から復刊
- 『東京裁判』角川書店・角川小説新書 1955
- 『明治大帝』全7巻  毎日新聞社 1956 - 59
- 『赤と黒』新潮社 1959
- 『壊滅』新潮社 1961
- 『青春物語 その時代と人間像』河出書房新社 1962
- 『昭和軍閥』講談社 1963
- 『日本占領』講談社 1964
- 『首相官邸』講談社 1966
- 『茫々の記 宮崎滔天と孫文』東都書房 1966